# Strąkowa

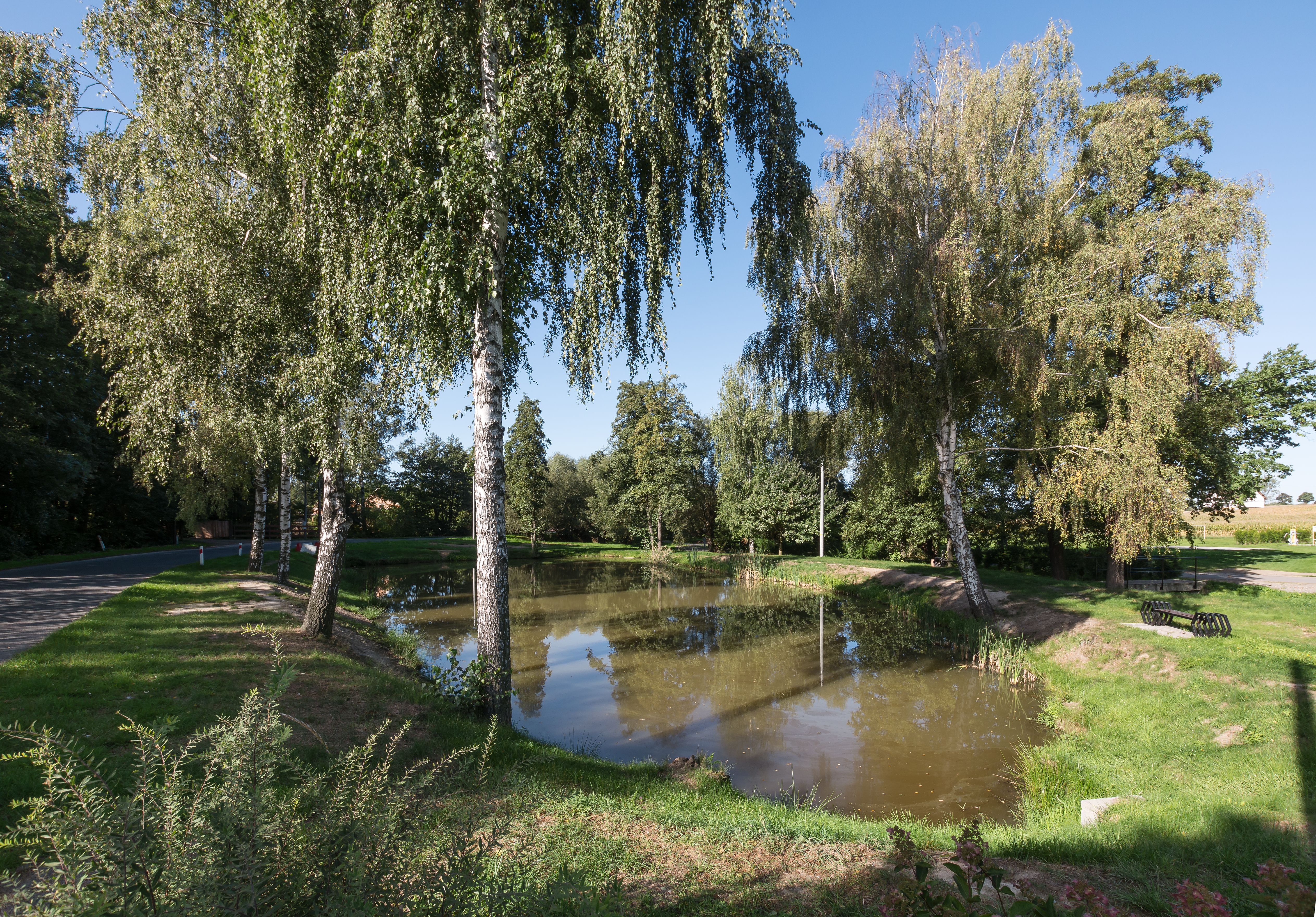
Weiher in Strąkowa

Strąkowa (deutsch Kunzendorf bei Frankenstein; polnisch veraltet Strankowa) ist ein Dorf in der Stadt- und Landgemeinde Ząbkowice Śląskie (Frankenstein) im Powiat Ząbkowicki in der Woiwodschaft Niederschlesien in Polen.

## Lage
Strąkowa liegt etwa sechs Kilometer südöstlich von Ząbkowice Śląskie (Frankenstein) und 64 Kilometer südlich der Woiwodschaftshauptstadt Breslau. Westlich des Dorfes fließt die Budzówka (Pausenbach), ein linker Nebenfluss der Glatzer Neiße.

## Geschichte
Kunzendorf wurde in alten Urkunden als „Gunzonis villa“ bzw. auch als „Strankowa“, 1207 als „Cunczonis villa“ erwähnt. Vermutlich gehörte es von Anbeginn zum Kloster Trebnitz. Jedenfalls bestätigte Papst Clemens IV. mit einer Urkunde vom 19. März 1267 dem Kloster dessen Besitzungen, u. a. den Zehnten von  „Stracova“. 1330 vermachte Herzog Bolko II. von Schweidnitz dem Kreuzaltar der Kirche von Frankenstein, einige Hufen Acker, welche später der jeweilige Stadtpfarrer als Widum besaß. Politisch gehörte Kunzendorf zum Herzogtum Breslau und nach dessen Teilung 1274/77 zum Herzogtum Schweidnitz, von dem es 1321 an das Herzogtum Münsterberg gelangte. Mit diesem zusammen fiel es 1336 als ein Lehen an die Krone Böhmen. Nach dem Tod des Herzogs Karl Christoph fiel es 1569 durch Heimfall an Böhmen.
Nach dem Ersten Schlesischen Krieg gelangte Kunzendorf 1742 wie fast ganz Schlesien an Preußen. 1785 zählte Kunzendorf ein Pfarrwidum, 19 Bauern, 19 Gärtner, zehn Häusler, eine Wassermühle, eine Schmiede, ein Gemeindehaus, ein Schäferhaus und 348 Einwohner. Durch die Säkularisation in Preußen 1810 entfiel die Verbindung zum Kloster Trebnitz. Grundherr wurde nun das königlich-preußische Domänen-Amt in Frankenstein, das u. a. für die Aufzucht von Merinoschafen und eine Wassermühle zuständig war. Nach der Neugliederung Preußens gehörte Kunzendorf seit 1815 zur Provinz Schlesien. Dabei war es zunächst dem Regierungsbezirk Reichenbach und nach dessen Auflösung 1820 dem Regierungsbezirk Breslau eingegliedert.  Seit 1818 gehörte Kunzendorf zum Landkreis Frankenstein, mit dem es bis 1945 verbunden blieb. 1845 zählte Kunzendorf 68 Häuser, 505 Einwohner (davon 274 katholisch und der Rest evangelisch), eine evangelische Schule, ein Pfarrwidum mit Äckern, Wiesen, Wald und Wirtschaftsgebäuden, einer katholischen Schule, einer Wassermühle, vier Leinwebstühlen und 13 Handwerkern. Es war katholisch zur Kirche in Zadel und evangelisch zur Kirche in Stolz gepfarrt. Die katholische Schule existierte schon vor 1802, vorher besuchten die schulpflichtigen Kinder die Schule in Zadel. Ende des 19. Jahrhunderts wurde ein Teil des Kunzendorfer Grundbesitzes parzelliert, u. a. entstand ein Meierhof, der dem Kunzendorfer Erbschulzen Hugo Nusche gehörte. Im Dorf befand sich eine eisenhaltige Mineralquelle, die aber nicht benutzt wurde. Ab 1874 gehörte die Landgemeinde Kunzendorf zum Amtsbezirk Stolz.
Am Ende des Zweiten Weltkriegs von der Roten Armee erobert, wurde Kunzendorf wenig später der Verwaltung der Volksrepublik Polen unterstellt, die es in Strąkowa umbenannte. Nachfolgend wurde die deutsche Bevölkerung vertrieben. Die neu angesiedelten Polen waren teilweise Vertriebene aus Ostpolen, das an die Sowjetunion gefallen war. Heute gehört Strąkowa zur Stadt- und Landgemeinde Ząbkowice Śląskie.

## Sehenswürdigkeiten
- Meierhof mit Wirtschaftsgebäuden aus dem 19. Jahrhundert, heute ruinös.
- Figur des böhmischen Landesheiligen Johannes Nepomuk aus dem 18. Jahrhundert an der Nordseite des Weges nach Goleniów / Gallenau. Die aus Sandstein geschaffene Figur steht auf einem Granitsockel. Obwohl der Kopf nach dem Zweiten Weltkrieg zerstört wurde, sind die typischen Heiligenattribute noch zu erkennen.[5]